# Audax Rio de Janeiro
Der Audax Rio de Janeiro Esporte Clube, kurz Audax Rio de Janeiro, ist ein brasilianischer Fußballverein aus São João de Meriti im Bundesstaat Rio de Janeiro.

## Geschichte
Der Verein ist am 8. Mai 2005 unter dem Namen Sendas Pão de Açúcar Esporte Clube (kurz Sendas) als soziales Engagement von der Supermarktkette Sendas gegründet wurden, deren Firmenanteile seit 2003 in der Mehrheit von der Gruppe Pão de Açúcar gehalten wurde. Als Ausbildungsverein hat sich der Club vornehmlich der Förderung des Jugendsports verschrieben. Seine Heimspielstätte ist nach dem im Jahr 2008 ermordeten Firmengründer und leitenden Geschäftsführer Arthur Sendas benannt. 2007 ist Sendas erstmals mit einem Profiteam in der dritten Spielklasse der Staatsmeisterschaft von Rio de Janeiro angetreten und hat auf Anhieb als Tabellenerster den Aufstieg in die zweite Liga geschafft. Der bisher größte Erfolg der Vereinsgeschichte markiert 2010 der Gewinn des Staatspokals, der ihn zur bisher einmaligen Teilnahme an der nationalen brasilianischen Meisterschaft in der Série D qualifizierte, aus der er aber nach nur einer Saison 2011 wieder ausgeschieden ist.
Am 17. Juli 2011 wurde die Umbenennung in den heute aktuellen Vereinsnamen samt Annahme eines neuen Logos vorgenommen, mit der Absicht, eine gemeinsame Anhängerschaft mit dem zweiten von der Gruppe Pão de Açúcar betriebenen Profiteam, dem Audax São Paulo Esporte Clube (Audax SP) zu bilden. 2012 ist Audax RJ der Aufstieg in die erste Staatsliga gelungen. Am 22. Mai 2013 hat das französische Handelskonsortium Croupe Casino die Aktienmehrheit und damit auch den Besitz des Vereins von Pão de Açúcar übernommen. Da die neue Konzernleitung in Saint-Étienne ihr Geschäftsfeld allein auf den Handel beschränken wollte und aus Kostengründen nicht den Unterhalt zweier brasilianischer Profiteams zu tragen bereit war, wurde deren Abstoßung beschlossen. Am 22. September 2013 wurden beide Clubs an Mario Teixeira verkauft, Präsident der Banco Bradesco und Vorstandsmitglied des Grêmio Esportivo Osasco. Zusammen mit Audax SP (nun Grêmio Osasco Audax) ist Audax RJ seither dem Vereinsmanagement des Grêmio Esportivo Osasco unterstellt. 

## Erfolge
- Staatspokal von Rio de Janeiro: 2010